# انرژی اولیه

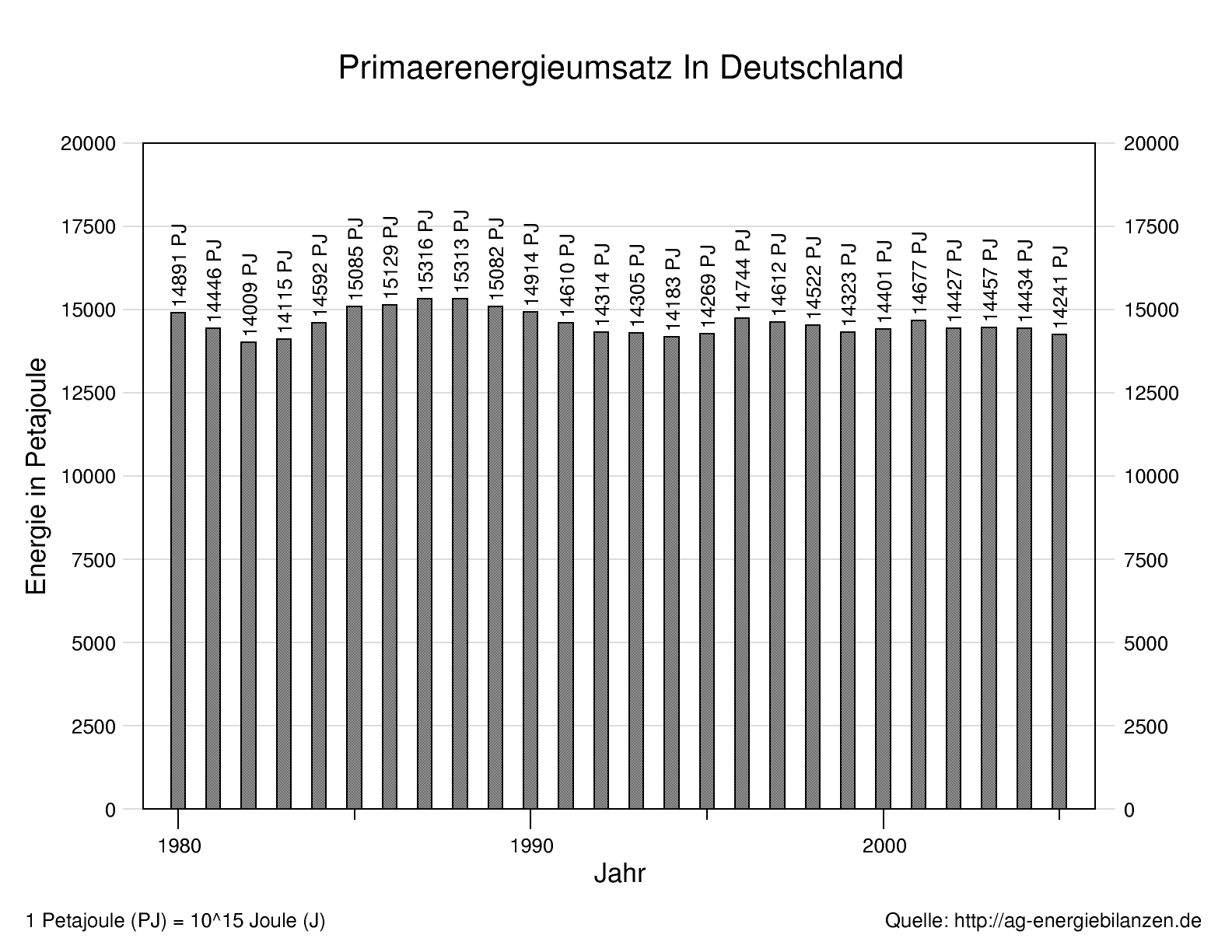
نمودار انرژی اولیه

انرژی اولیه (انگلیسی: Primary energy) به گونه‌ای از انرژی قابل دسترس در طبیعت گفته می‌شود، که هنوز فرایند تبدیل و مهندسی انرژی توسط انسان بر روی آن، انجام نشده باشد. این‌گونه از انرژی اغلب در سوخت‌های خام یافت می‌شود، که به عنوان خوراک ورودی توسط سیستم‌های صنعتی یا کارخانجات استفاده می‌شود. انرژی اولیه می‌تواند غیرقابل تجدید یا تجدید پذیر باشند. منابع انرژی اولیه در فرایند تبدیل انرژی، به فرم‌های مناسب‌تر انرژی تبدیل می‌شوند که می‌تواند به‌طور مستقیم توسط مصرف‌کنندگان نهایی، مورد استفاده قرار گیرد، مانند انرژی الکتریکی، سوخت‌های پالایش‌شده یا سوخت‌های مصنوعی مانند سوخت هیدروژن.